# Phlyarus cristatus
Phlyarus cristatus là một loài bọ cánh cứng trong họ Cerambycidae.